# Ніна Янкович (акторка)
Ніна Янкович (серб. Нина Јанковић; нар. 20 квітня 1988 року, Шабаць, СФРЮ) — сербська акторка театру, кіно та телебачення.

## Біографія
Ніна Янковіч народилася 20 квітня 1988 року у Шабаці. Після закінчення середньої школи мистецтв, Ніна завершила Факультет драматичного мистецтва у Белграді.

## Вибіркова фільмографія
- Абсурдний експеримент (2018)[4]
- Віри і змови (2016)